# قائمة مساقط الخرائط
هذا ملخص لمساقط الخرائط. نظرًا لعدد مساقط الخرائط المحتملة غير منتهية، لا يمكن أن تكون هناك قائمة شاملة.

## جدول المساقط
| الإسقاط                                                            | الصورة       | النوع                           | الخصائص                   | المخترع                                                               | السنة      | الملاحظات |
| ------------------------------------------------------------------ | ------------ | ------------------------------- | ------------------------- | --------------------------------------------------------------------- | ---------- | --- |
| إسقاط متساوي المستطيلات = أسطواني متساوي المسافات = مستطيلية       |              | أسطواني                         | متساوي المسافات           | مارينوس الصوري                                                        | ق. 120     | أبسط هندسة؛ المسافات على طول خطوط الطول محفوظة. |
| إسقاط كاسيني = كاسيني–سولدنر                                       |              | أسطواني                         | متساوي المسافات           | سيزار فرانسوا كاسيني                                                  | 1745       | إسقاط متساوي البعد عرضي؛ المسافات على طول خط الزوال المركزي محفوظة. المسافات العمودية على خط الطول المركزي محفوظة.                                                                                                  |
| إسقاط مركاتور                                                      |              | أسطواني                         | محافظ (Conformal)         | جيراردوس مركاتور                                                      | 1569       | خطوط الاتجاه الثابتة مستقيمة، تساعد على الملاحة. تضخم المساحات مع خطوط العرض تصبح شديدة لدرجة أن الخريطة لا يمكنها إظهار القطبين.                                                                                   |
| إسقاط مركاتور للويب                                                |              | أسطواني                         | توفيقي (Compromise)       | جوجل                                                                  | 2005       | نوع من المركاتور يتجاهل إهليلجية اللأرض من اجل الحساب السريع ، ويقطع خطوط العرض عند 85.05 درجة تقريبًا من اجل تقديم مربع. المعيار الفعلي لتطبيقات رسم خرائط الويب.                                                   |
| إسقاط غاوس-كروغر = إسقاط غاوس محافظ= ميركاتور المستعرض (الإهليلجي) |              | أسطواني                         | محافظ                     | كارل فريدريش غاوس يوهان هينريتش لويس كروغر                            | 1822       | هذا الشكل المستعرض الإهليلجي للمركاتور محدود على عكس المركاتور الاستوائي، و يشكل أساس نظام إحداثيات ميركاتور المستعرض العالمي.                                                                                      |
| إسقاط سمتي مائل لروسيله                                            |              |                                 |                           | هنري روسيله                                                           | 1922       | |
| مركاتور هوتين المائل                                               |              | أسطواني                         | محافظ                     | م روزنموند ، ج لابورد ، مارتن هوتين                                   | 1903       | |
| إسقاط غال التجسيمي                                                 |              | أسطواني                         | توفيقي                    | جيمس غال                                                              | 1855       | يُقصد به أن يشبه مركاتور أثناء عرض القطبين أيضًا. خطوط العرض القياسية عند 45 درجة شمالاً / جنوبًا. |
| إسقاط ميلر = ميلرأسطواني                                           |              | أسطواني                         | توفيقي                    | أوسبورن ميتلاند ميلر                                                  | 1942       | يُقصد به أن يشبه مركاتور أثناء عرض القطبين أيضًا. |
| إسقاط لامبرت الأسطواني متساوي المساحات                             |              | أسطواني                         | متساوي المساحات           | يوهان هاينغيش لامبرت                                                  | 1772       | خط العرض القياسي عند خط الاستواء. نسبة العرض إلى الارتفاع (π (3.14. الإسقاط الأساسي للعائلة الأسطوانية متساوية المساحات                                                                                             |
| إسقاط بيرمان                                                       |              | أسطواني                         | متساوي المساحات           | فالتر بيرمان                                                          | 1910       | نسخة مضغوطة أفقيًا من لامبرت متساوي المساحات. لديه خطوط عرض قياسية عند 30 درجة شمالاً / جنوبًا ونسبة عرض إلى ارتفاع تبلغ 2.36.                                                                                         |
| إسقاط هوبو–داير                                                    |              | أسطواني                         | متساوي المساحات           | ميك داير Mick Dyer                                                    | 2002       | نسخة مضغوطة أفقيًا من لامبرت متساوي المساحات. متشابه جدًا مع إسقاطي تريستن ادوارد و سميث متساوي المساحات (= مستطيل كراستر). خطوط العرض القياسية عند حوالي 37 درجة شمالاً / جنوبًا. نسبة العرض إلى الارتفاع ~ 2.0.       |
| إسقاط غال-بيترز= غال-بيترز متعامد                                  |              | أسطواني                         | متساوي المساحات           | جيمس غال (أرنو بيترز)                                                 | 1855       | نسخة مضغوطة أفقيًا من لامبرت متساوي المساحات. خطوط العرض القياسية عند 45 درجة شمالاً / جنوبًا. نسبة العرض إلى الارتفاع ~ 1.6. مشابه لإسقاط بالتزار الذي يمتلك خطوط عرض قياسية عند 50 درجة شمالاً / جنوبًا.               |
| إسقاط أسطواني مركزي                                                |              | أسطواني                         | منظوري (Perspective)      | (غير معروف)                                                           | ق. 1850    | غير مستخدم عمليا في رسم الخرائط بسبب التشوه القطبي الشديد ، ولكنه شائع في التصوير البانورامي ، خاصة بالنسبة للمشاهد المعمارية.                                                                                      |
| إسقاط جيبي                                                         |              | شبه أسطواني                     | متساوي المساحات والمسافات | (عديدون ؛ الأول غير معروف)                                            | ق. 1600    | خطوط الطول جيبية. خطوط العرض متباعدة بالتساوي. نسبة العرض إلى الارتفاع 2: 1. يتم الحفاظ على المسافات على طول خطوط العرض.                                                                                            |
| إسقاط مولفيده                                                      |              | شبه أسطواني                     | متساوي المساحات           | كارل مولفيده                                                          | 1805       | خطوط الطول إهليلجية الشكل |
| إيكرت 2                                                            |              | شبه أسطواني                     | متساوي المساحات           | ماكس إيكرت-غرايفيندروف                                                | 1906       | |
| إيكرت 4                                                            |              | شبه أسطواني                     | متساوي المساحات           | ماكس إيكرت-غرايفيندروف                                                | 1906       | خطوط العرض غير متساوية التباعد والمقياس؛ خطوط الطول الخارجية نصف دائرية. باقي خطوط الطول إهليلجية. |
| إيكرت 6                                                            |              | شبه أسطواني                     | متساوي المساحات           | ماكس إيكرت-غرايفيندروف                                                | 1906       | خطوط العرض غير متساوية التباعد والمقياس ؛ خطوط الطول جيبية نصف دورية. |
| إسقاط أورتيليوس البيضوي                                            |              | شبه أسطواني                     | توفيقي                    | باتيستا أنييزي                                                        | 1540       | خطوط الطول دائرية. |
| إسقاط غود                                                          |              | شبه أسطواني                     | متساوي المساحات           | جون بول غود                                                           | 1923       | هجين بين الإسقاط الجيبي وإسقاط مولفيدة. عادة ما يستخدم في شكل متقطع. |
| كافرايسكي 7                                                        |              | شبه أسطواني                     | توفيقي                    | فلاديمير كافرايسكي                                                    | 1939       | خطوط العرض متباعدة بالتساوي. مكافئ لواغنر 6 مضغوطًا أفقيًا بمعامل {\displaystyle {\sqrt {3}}/{2}}. |
| إسقاط روبنسون                                                      |              | شبه أسطواني                     | توفيقي                    | آرثر روبنسون                                                          | 1963       | يحسب باستيفاء القيم المجدولة. استخدمها راند ماكنالي منذ إنشائها واستخدمتها منظمة ناشيونال جيوغرافيك بين 1988-1998.                                                                                                  |
| إسقاط الأرض المتساوية                                              |              | شبه أسطواني                     | متساوي المساحات           | بويان سافريتش ، توم باترسون ، برنارد جيني                             | 2018       | مستوحى من إسقاط روبنسون ، لكنه يحتفظ بالحجم النسبي للمناطق. |
| إسقاط الأرض الطبيعية                                               |              | شبه أسطواني                     | توفيقي                    | توم باترسون                                                           | 2011       | يحسب باستيفاء القيم المجدولة |
| توبلر مفرط الإهليلجية                                              |              | شبه أسطواني                     | متساوي المساحات           | والدو ر. توبلر                                                        | 1973       | عائلة من إسقاطات الخرائط التي تتضمن كحالات خاصة إسقاط مولفيده وإسقاط كوليجنون وعددا من الإسقاطات الأسطوانية متساوية المساحات.                                                                                       |
| واغنر 6                                                            |              | شبه أسطواني                     | توفيقي                    | ك. ه. واغنر                                                           | 1932       | مكافئ لكافرايسكي 7 مضغوطًا عموديًا بمعامل {\displaystyle {\sqrt {3}}/{2}}. |
| كوليجنون                                                           |              | شبه أسطواني                     | متساوي المساحات           | إدوارد كوليجنون                                                       | ق. 1865    | حسب الاعدادات ، قد يرسم الإسقاط أيضًا الكرة على ماسة واحدة أو زوج من المربعات. |
| هيلبيكس                                                            |              | شبه أسطواني                     | متساوي المساحات           | كرزيستوف جورسكي                                                       | 1997       | هجين من كوليجنون + لامبرت أسطواني متساوي المساحات. |
| بوغز إنحرافي                                                       |              | شبه أسطواني                     | متساوي المساحات           | صمويل ويتيمور بوغز                                                    | 1929       | الإسقاط متساوي المساحات الناتج عن متوسط إحداثيات y الجيبي ومولفيده وبالتالي تقييد الإحداثي x. |
| كراستر شلجمي                                                       |              | شبه أسطواني                     | متساوي المساحات           | جون كراستر                                                            | 1929       | خطوط الطول هي قطع مكافئ. خطوط العرض القياسية عند الدرجة 36 ° 46 ′ شمال /جنوب ؛ خطوط العرض غير متساوية في التباعد و المقياس؛ نسبة 2 : 1.                                                                             |
| ماكبرايد _توماس مسطح القطب رباعي                                   |              | شبه أسطواني                     | متساوي المساحات           | فيليكس ماكبرايد ، بول توماس                                           | 1949       | خطوط العرض القياسية عند الدرجة 33° 45′ شمال /جنوب ؛ خطوط العرض غير متكافئة في التباعد والنطاق ؛ خطوط الطول هي منحنيات من الدرجة الرابعة. خالي من التشويه فقط عندما تتقاطع خطوط العرض القياسية مع خط الزوال الرئيسي. |
| رباعي متساوي االمساحات                                             |              | شبه أسطواني                     | متساوي المساحات           | كارل سيمون اوسكار ادامز                                               | 1937 1944  | خطوط العرض غير متساوية في التباعد والحجم. لا تشويه على طول خط الاستواء. خطوط الطول هي منحنيات من الدرجة الرابعة. |
| التايمز                                                            |              | شبه أسطواني                     | توفيقي                    | جون موير                                                              | 1965       | خطوط العرض القياسية عند الدرجة 45 شمال /جنوب . خطوط العرض مثل غال التجسيمي ، ولكن مع خطوط طول منحنية. تم تطويره لصالح شركة Bartholomew Ltd، أطلس التايمز.                                                           |
| لوكسيموثالي                                                        |              | شبه أسطواني                     | توفيقي                    | كارل سيمون والدو توبلر                                                | 1935 1966  | من المركز المُعيّن ، تكون خطوط المحامل الثابتة (خطوط الاتجاه) مستقيمة ولها الطول الصحيح. بشكل عام غير متماثل حول خط الاستواء.                                                                                         |
| أيتوف                                                              |              | شبه سمتي                        | توفيقي                    | ديفيد أيتوف                                                           | 1889       | تمديد للخريطة الاستوائية المعدلة للسمتي متساوي المسافات. الحدود هي 2 : 1 قطع ناقص. حل محله اسقاط هامر بنسبة كبيرة.                                                                                                  |
| هامر                                                               |              | شبه سمتي                        | متساوي المساحات           | ارنست هامر                                                            | 1892       | معدل من الخريطة الاستوائية للسمتي متساوي المساحات. الحدود هي 2 : 1 قطع ناقص. المتغيرات هي نسخ مائلة ، يتمحور حول 45 درجة شمالاً.                                                                                     |
| ستريب 1995                                                         |              | شبه سمتي                        | متساوي المساحات           | دانيال "دان" ستريب                                                    | 1994       | تمت صياغته باستخدام إسقاطات أخرى متساوية المساحات . |
| وينكل ثلاثي                                                        |              | شبه سمتي                        | توفيقي                    | أوزوالد وينكل                                                         | 1921       | المتوسط الحسابي للإسقاط متساوي المستطيلات و إسقاط آيتوف. الإسقاط العالمي القياسي لمنظمة ناشيونال جيوغرافيك منذ عام 1998.                                                                                            |
| فان دير جرينتن                                                     |              | أخرى                            | توفيقي                    | ألفونس فان دير جرينتن                                                 | 1904       | حدوده على شكل دائرة. خطوط العرض وخطوط الطول هي أقواس دائرية. عادة ما تم قصها بالقرب من 80 درجة شمالاً / جنوبًا. الإسقاط العالمي القياسي لمنظمة ناشيونال جيوغرافيك بين عامي 1922 و 1988.                               |
| مخروطي متساوي المسافات= مخروطي بسيط                                |              | مخروطي                          | متساوي المسافات           | قائم على الإسقاط الأول لبطليموس                                       | ق. 100     | يتم الحفاظ على المسافات بين خطوط الطول ، وكذلك المسافة على طول خط أو اثنين من خطوط العرض القياسية. |
| لامبرت مخروطي محافظ                                                |              | مخروطي                          | محافظ                     | يوهان هاينريش لامبرت                                                  | 1772       | يستخدم في الرسوم البيانية للطيران. |
| ألبرز مخروطي                                                       |              | مخروطي                          | متساوي المساحات           | هاينريش ألبرز                                                         | 1805       | خطا عرض قياسيان مع انحراف بسيط بينهما. |
| إسقاط ويرنر                                                        |              | شبه مخروطي                      | متساوي المساحات والمسافات | يوهانس ستابيوس                                                        | ق. 1500    | خطوط العرض هي أقواس دائرية متحدة المركز متباعدة بشكل متساوٍ. المسافات من القطب الشمالي صحيحة وكذلك المسافات المنحنية على طول خطوط العرض والمسافات على طول خط الزوال الرئيسي.                                         |
| إسقاط بون                                                          |              | شبه مخروطي، قلبي الشكل          | متساوي المساحات           | برناردوس سيلفانوس                                                     | 1511       | خطوط العرض هي أقواس دائرية متحدة المركز متباعدة بشكل متساوٍ وخطوط قياسية. المظهر يعتمد على خط العرض المرجعي. الحالة العامة لاسقاطي واغنر و الجيبي.                                                                   |
| بوتوملي                                                            |              | شبه مخروطي                      | متساوي المساحات           | هنري بوتوملي                                                          | 2003       | بديل لإسقاط بون مع شكل عام أبسط؛ خطوط العرض هي أقواس بيضاوية؛ المظهر يعتمد على خط العرض المرجعي. |
| شبه مخروطي امريكي                                                  |              | شبه مخروطي                      | توفيقي                    | فرديناند رودولف هاسلر                                                 | ق. 1820    | يتم الحفاظ على المسافات على امتداد خطوط العرض وعلى امتداد خط الطول المركزي ايضا. |
| شبه مخروطي مستطيل                                                  |              | شبه مخروطي                      | توفيقي                    | هيئة المسح الجيوديسي الأمريكية                                        | ق. 1853    | يمكن اختيار خط العرض الذي يكون المقياس على امتداده صحيحًا. خطوط العرض تلتقي مع خطوط الطول بزوايا قائمة. |
| شبه مخروطي متساوي التفاوت عرضيا                                    |              | شبه مخروطي                      | توفيقي                    | مكتب الدولة الصيني للمسح ورسم الخرائط                                 | 1963       | شبه مخروطي : خطوط العرض هي أقواس دوائر غير متحدة المركز. |
| نيكولوسي كروي                                                      |              | شبه مخروطي                      | توفيقي                    | أبو الريحان البيروني؛ أعاد ابتكاره جيوفاني باتيستا نيكولوسي، 1660.:14 | ق. 1000    | |
| إسقاط سمتي متساوي المسافات                                         |              | سمتي                            | متساوي المسافات           | أبو الريحان البيروني                                                  | ق. 1000    | يتم الحفاظ على المسافات من المركز. يستخدم كرمز للأمم المتحدة ويمتد حتى 60 درجة جنوباً. |
| إسقاط مزولي                                                        |              | سمتي                            | مزولي (Gnomonic)          | طاليس (محتمل)                                                         | ق. 580 ق م | جميع الدوائر الكبرى ترسم خطوطًا مستقيمة. تشوه شديد بعيدًا عن المركز. يظهر أقل من نصف الكرة الأرضية. |
| لامبرت سمتي متساوي المساحات                                        |              | سمتي                            | متساوي المساحات           | يوهان هاينريش لامبرت                                                  | 1772       | مسافة الخط المستقيم بين النقطة المركزية على الخريطة إلى أي نقطة أخرى هي نفس المسافة المستقيمة ثلاثية الأبعاد عبر الكرة الأرضية بين النقطتين.                                                                        |
| مجسم                                                               |              | سمتي                            | محافظ                     | أبرخش*                                                                | ق. 200 ق م | الخريطة لا نهائية المدى مع تضخم نصف الكرة الخارجي بشدة ، لذلك غالبًا ما تستخدم كنصفين كرويين. تحافظ جميع الدوائر الصغيرة على شكلها ، وهو أمر مفيد لرسم الخرائط الكوكبية للحفاظ على أشكال الفوهات الصدمية.            |
| الإسقاط المتعامد                                                   |              | سمتي                            | منظوري                    | أبرخش*                                                                | ق. 200 ق م | رؤية من مسافة لا نهائية. |
| منظور عمودي                                                        |              | سمتي                            | منظوري                    | ماتياس سوتر*                                                          | 1740       | رؤية من مسافة محدودة. يمكنه فقط عرض أقل من نصف الكرة الأرضية. |
| إسقاط نقطتان متساويتا البعد                                        |              | سمتي                            | متساوي المسافات           | هانز مورر                                                             | 1919       | يمكن اختيار "نقطتي تحكم" بشكل عشوائي. مسافتا الخط المستقيم من أي نقطة على الخريطة إلى نقطتي التحكم صحيحتان. |
| بيرس خماسي                                                         |              | أخرى                            | محافظ                     | تشارلز ساندرز بيرس                                                    | 1879       | فسيفسائي. يمكن تبليطه باستمرار على سطح مستوى ، مع مطابقة تقاطعات الحواف باستثناء أربع نقاط منفردة لكل بلاطة. |
| إسقاط جويو نصف الكرة في مربع                                       |              | أخرى                            | محافظ                     | إميل جويو                                                             | 1887       | فسيفسائي. |
| إسقاط آدمز نصف الكرة في مربع                                       |              | أخرى                            | محافظ                     | اوسكار شيرمان ادامز                                                   | 1925       | |
| لي توفيقي رباعي السطوح                                             |              | إسقاط متعدد السطوح (Polyhedral) | محافظ                     | إل بي لي                                                              | 1965       | يسقط الكرة الأرضية على رباعي سطوح منتظم. فسيفسائي. |
| إسقاط اوتاغراف                                                     | Link to file | متعدد السطوح                    | توفيقي                    | هاجيمي ناروكاوا                                                       | 1999       | تقريبًا متساوي المساحات . فسيفسائي. |
| إسقاط ثماني                                                        |              | متعدد السطوح                    | توفيقي                    | ليوناردو دا فينشي                                                     | 1514       | تصور الكرة الأرضية على شكل ثمانية أثمان الدائرة (مثلثات رولو) مع عدم وجود خطوط طول ولا خطوط عرض. |
| خريطة فراشة لِـكاهيل                                                |              | متعدد السطوح                    | توفيقي                    | برنارد جوزيف ستانيسلاوس كاهيل                                         | 1909       | يُسقِط الكرة الأرضية على متعدد سطوح مقطوع بمكونات متناظرة وكتل أرضية متجاورة يمكن عرضها بترتيبات مختلفة. |
| إسقاط كاهيل-كييز                                                   |              | متعدد السطوح                    | توفيقي                    | جين كيز                                                               | 1975       | يُسقِط الكرة الأرضية على متعدد سطوح مقطوع بمكونات متناظرة وكتل أرضية متجاورة يمكن عرضها بترتيبات مختلفة. |
| إسقاط الفراشة لووترمان                                             |              | متعدد السطوح                    | توفيقي                    | ستيف ووترمان                                                          | 1996       | يُسقِط الكرة الأرضية على متعدد سطوح مقطوع بمكونات متناظرة وكتل أرضية متجاورة يمكن عرضها بترتيبات مختلفة. |
| مكعب كروي رباعي                                                    |              | متعدد السطوح                    | متساوي المساحات           | كينيث ، تشان ، أونيل                                                  | 1973       | |
| اسقاط ديماكسيون                                                    |              | متعدد السطوح                    | توفيقي                    | بكمنستر فولر                                                          | 1943       | يُعرف أيضًا باسم إسقاط فولر. |
| كريج سمتي رجعي = مكة                                               |              | سمتي رجعي (Retroazimuthal)      | توفيقي                    | جيمس ايرلند كريج                                                      | 1909       | |
| هامر سمتي رجعي ، نصف الكرة الأمامي                                 |              | سمتي رجعي                       |                           | ارنست هامر                                                            | 1910       | |
| هامر سمتي رجعي ، نصف الكرة الخلفي                                  |              | سمتي رجعي                       |                           | ارنست هامر                                                            | 1910       | |
| ليترو                                                              |              | سمتي رجعي                       | محافظ                     | جوزيف يوهان ليترو                                                     | 1833       | على الجانب الاستوائي يظهر نصف كروي باستثناء القطبين. |
| أرماديلو                                                           |              | أخرى                            | توفيقي                    | اروين رايز                                                            | 1943       | |
| جي اس 50                                                           |              | أخرى                            | محافظ                     | جون سنايدر                                                            | 1982       | مصمم خصيصًا لتقليل التشوه عند استخدامه لعرض كل الولايات الأمريكية ال50. |
| واغنر 7 = هامر - واغنر                                             |              | شبه سمتي                        | متساوي المساحات           | ك واجنر                                                               | 1941       | |
| أطلانطس = مولفيده مستعرض                                           |              | شبه أسطواني                     | متساوي المساحات           | جون بارثولوميو                                                        | 1948       | نسخة مائلة من مولفيده |
| بيرتين = بيرتين -ريفيار = بيرتين 1953                              |              | أخرى                            | توفيقي                    | جاك بيرتين                                                            | 1953       | إسقاط حيث لم يعد التوفيق متجانسًا ولكن تم تعديله ليحقق تشوها أكبر للمحيطات و تشوها أقل للقارات. يشيع استخدامه للخرائط الجيوسياسية الفرنسية.                                                                          |